# Selište (Srbac, BiH)
Selište je naseljeno mjesto u sastavu općine Srbac, Republika Srpska, BiH.

## Stanovništvo
| Selište            |             |
| Godina popisa      | 1991.       |
| Srbi               | 90 (67,16%) |
| Hrvati             | 0           |
| Muslimani          | 0           |
| Jugoslaveni        | 5 (3,73%)   |
| ostali i nepoznato | 39 (29,10%) |
| ukupno             | 134         |